# Liste der denkmalgeschützten Objekte in Černošín
Grundlage dieser Liste der denkmalgeschützten Objekte in Černošín ist die ÚSKP-Liste (Ústřední seznam kulturních památek České republiky, deutsch Zentrale Liste der Kulturdenkmäler der Tschechischen Republik), die von der tschechischen Denkmalschutzbehörde NPÚ (Národní památkový ústav, deutsch Nationale Denkmalbehörde) seit 1987 geführt wird und an die seit dem Jahr 1850 geschaffenen Listen anschließt.

## Denkmalgeschützte Objekte nach Ortsteilen

### Černošín
| Lage                             | Objekt                      | Beschreibung                       | ÚSKP-Nr.                  | Bild           |
| -------------------------------- | --------------------------- | ---------------------------------- | ------------------------- | -------------- |
| Hauptplatz 1. máje (Standort)    | Kirche hl. Georg            | Kirche hl. Georg                   | 27664/4-1727 Info Katalog | weitere Bilder |
| Hauptplatz 1. máje 20 (Standort) | Pfarrhaus                   | Pfarrhaus, Eingang mit Tor         | 105405 Info Katalog       | BW             |
| Hauptplatz 1. máje ()            | Statue hl. Florian          | Statue hl. Florian                 | 28580/4-1728 Info Katalog |                |
| Hauptplatz 1. máje ()            | Statue hl. Johannes Nepomuk | Statue hl. Johannes Nepomuk        | 37185/4-1729 Info Katalog |                |
| ()                               | Feste Vížka                 | Feste Vížka, archäologische Spuren | 21681/4-1986 Info Katalog |                |

### Krásné Údolí
| Lage                                              | Objekt         | Beschreibung                                    | ÚSKP-Nr.                  | Bild |
| ------------------------------------------------- | -------------- | ----------------------------------------------- | ------------------------- | ---- |
| unter Černošín, an der Landstraße nach Stříbro () | Festungsstätte | Feste – Festungsstätte, archäologische Spuren   | 44718/4-1986 Info Katalog |      |
| ()                                                | Burg Schönthal | Burg Schönthal, Ruine und archäologische Spuren | 15196/4-1731 Info Katalog |      |

### Lhota
| Lage                                             | Objekt                       | Beschreibung                                        | ÚSKP-Nr.                  | Bild |
| ------------------------------------------------ | ---------------------------- | --------------------------------------------------- | ------------------------- | ---- |
| im Wald etwa 900 m westlich von Lhota (Standort) | vorgeschichtliche Grabstätte | vorgeschichtliche Grabstätte, archäologische Spuren | 44342/4-1987 Info Katalog | BW   |

### Třebel
| Lage                                               | Objekt         | Beschreibung          | ÚSKP-Nr.                  | Bild           |
| -------------------------------------------------- | -------------- | --------------------- | ------------------------- | -------------- |
| ()                                                 | Feste Třebel   | Feste Třebel, Ruine   | 38417/4-1732 Info Katalog |                |
| Vlčí hora, 1,5 km südwestlich des Ortes (Standort) | Burg Volfštejn | Burg Volfštejn, Ruine | 24474/4-1730 Info Katalog | weitere Bilder |

### Víchov
| Lage                                     | Objekt                           | Beschreibung                                            | ÚSKP-Nr.                  | Bild |
| ---------------------------------------- | -------------------------------- | ------------------------------------------------------- | ------------------------- | ---- |
| im Wald 1,3 km nordöstlich von Víchov () | vorgeschichtliche Grabstätte I.  | vorgeschichtliche Grabstätte I., archäologische Spuren  | 36316/4-4068 Info Katalog |      |
| im Wald 1,2 km nördlich von Víchov ()    | vorgeschichtliche Grabstätte II. | vorgeschichtliche Grabstätte II., archäologische Spuren | 15431/4-4068 Info Katalog |      |